# Centro de exterminio nazi de Brandeburgo
El centro de exterminio nazi de Brandeburgo (alemán: NS-Tötungsanstalt Brandenburg), oficialmente conocido como el Instituto Estatal de Bienestar de Brandeburgo (Landes-Pflegeanstalt Brandenburg a. H.), se estableció en 1939 y funcionó durante la Alemania nazi como un centro de exterminio dentro del programa Acción T4. Estaba ubicado en la antigua cárcel de Neuendorfer Straße 90c, en el casco antiguo de Brandeburgo. En 1933 y 1934 allí se había ubicado un campo de concentración nazi, uno de los primeros de Alemania.
En sus instalaciones los nazis mataron a personas con problemas mentales, incluidos niños. Llamaron a esta operación "Acción T4" debido a la dirección de Berlín, Tiergartenstraße 4, de la sede de esta organización planificada y bien organizada de asesinatos en masa. Probablemente Brandeburgo fue el primer lugar del Tercer Reich donde los nazis experimentaron matando a sus víctimas con gas. Esto presagió las matanzas en masa en Auschwitz y otros campos de exterminio. Después de las quejas de los habitantes locales sobre el humo que echaban los hornos móviles utilizados para quemar los cadáveres dejaron de funcionar. Poco después de esto, los nazis cerraron la antigua prisión.
Albert Widmann, químico de las SS encargado de poner en práctica la idea de matar utilizando monóxido de carbono, hizo construir una cámara hermética con las paredes cubiertas de azulejos para que pareciera una ducha, lo que esperaba que facilitaría que los pacientes entraran allí sin miedo. El gas salía por unos agujeros y la cámara estaba cerrada por una puerta hermética con una ventanilla de cristal para ver lo que sucedía en su interior. La primera prueba fue tan «satisfactoria» ―las ocho víctimas murieron en pocos minutos― que se construyeron cámaras de gas en otras cinco instalaciones: el centro de exterminio nazi de Grafeneck, el centro de exterminio nazi de Hartheim, el centro de exterminio nazi de Hadamar, el centro de exterminio nazi de Sonnenstein y el centro de exterminio nazi de Bernburg.
Según una tabla compilada en 1942 y descubierta en 1945, la llamada Hartheim Statistics, un total de 9772 personas fueron asesinadas en el centro de Brandeburgo a lo largo de 1940.